# Pia Maria
Pia Maria (Tirol, 21 de mayo de 2003) es una cantante austríaca. Representó a Austria en el Festival de la Canción de Eurovisión 2022 junto a DJ LUM!X, obteniendo la 15.ª posición en la primera semifinal.

## Biografía
Pia Maria es originaria de la región austríaca del Tirol. Además, es maquilladora profesional y trabaja en el Teatro Estatal Tirolés de Innsbruck. Asimismo, ha compuesto sus propias canciones desde los 16 años.
La artista representará a Austria en el Festival de la Canción de Eurovisión 2022 en Turín, Italia, interpretando la canción "Halo" del DJ LUM!X.
El 3 de junio de 2022, lanzó su primer sencillo "I Know U Know", acompañado de un videoclip para promocionar la canción.
El 23 de septiembre, anunció el lanzamiento de "White Noise", su nuevo sencillo. Acompañado de su respectivo videoclip, la canción se estrenó el día 7 de octubre.